# Pourlans
Pourlans település Franciaországban, Saône-et-Loire megyében. Lakosainak száma 220 fő (2022. január 1.). Pourlans Bousselange, Lanthes, Annoire, Lays-sur-le-Doubs, Longepierre és Clux-Villeneuve községekkel határos.

## Népesség
A település népességének változása:
| Lakosok száma | 200  | 202  | 207  | 210  | 215  | 217  | 218  | 218  | 220  |
|               | 2013 | 2015 | 2016 | 2017 | 2018 | 2019 | 2020 | 2021 | 2022 |